# Wspólnota administracyjna Alteglofsheim
Wspólnota administracyjna Alteglofsheim – wspólnota administracyjna (niem. Verwaltungsgemeinschaft) w Niemczech, w kraju związkowym Bawaria, w rejencji Górny Palatynat, w regionie Ratyzbona, w powiecie Ratyzbona. Siedziba wspólnoty znajduje się w miejscowości Alteglofsheim, a jej przewodniczącym jest Reinhard Kolouch.
Wspólnota administracyjna zrzesza dwie gminy wiejskie (Gemeinde):  
- Alteglofsheim, 3 181 mieszkańców, 33,43 km²
- Pfakofen, 1 569 mieszkańców, 15,29 km²